# Сонячне небо (фільм, 1930)
Сонячне небо (англ. Sunny Skies) — американський комедійний мюзикл режисера Нормана Торога 1930 року.

## У ролях
- Бенні Рубін — Бенні Кранц
- Марселін Дей — Мері Норріс
- Рекс Ліз — Джим Грант
- Марджорі Кейн — Доріс
- Гаррі Лі — батько Кранца
- Веслі Беррі — Стюрлл
- Грета Гранстедт — вдова
- Роберт Лівінгстон — Дейв
- Джеймс Вілкокс — Сміт
- Едді Чандлер